# Lundmurarbi
Lundmurarbi (Osmia pilicornis) är ett bi i familjen buksamlarbin. 

## Beskrivning
Honan har rödbrun päls på mellankroppen och tergiterna 1 och 2 medan ansikte och resten av bakkroppen inklusive bukens scopa är svarthåriga. Hos äldre honor kan den rödbruna pälsen blekna till ljusbrunt. Hanen har huvudsakligen lång, vitaktig till grågul päls utom på mellankroppens övre del och tergiterna 3 till 4, som är gulbruna. Kroppslängden är 9 till 12 mm, hanen något längre men slankare.

## Ekologi
Lundmurarbiet föredrar habitat som gles skog, främst ädellövskog, och gärna på kalkgrund. Det flyger mellan början av april till början av juli; hanarnas flygperiod är generellt tidigare än honornas. Arten förefaller vara generalist när det gäller födovalet, även om den främst besöker lungört och revsuga.

### Fortplantning
Som alla buksamlarbin är arten solitär, honan har hela ansvaret för omsorgen om avkomman. Hon bygger sitt larvbo huvudsakligen i dött lövträ, gärna i övergivna gångar från skalbaggslarver. Både kvarsittande och nerfallna grenar, stammar och stubbar används. Väggarna mellan larvcellerna och mynningsproppen tillverkas av söndertuggade smultronblad. Båda könen övervintrar troligen som fullbildade bin i sina kokonger.

## Utbredning
Lundmurarbiet uppträder från norra Sydeuropa till södra Nordeuropa och vidare österut genom Baskien och Ungern mot Asien, osäkert hur långt. Västerut når det Storbritannien, där det är tämligen sällsynt. I Sverige förekommer det i östra Götaland (inklusive Skåne och Öland men exklusive Gotland) samt i Mälarlandskapen i Svealand. Det betecknas där som livskraftigt ("LC"). Under perioden 2000 till 2005 var det dock rödlistat som missgynnat (numera nära hotat, "NT"). I Finland, där arten är rödlistad som sårbar ("VU"), har den observerats i de mellersta och östra delarna av södra Finland, norrut upp till Birkaland och Södra Karelen.